# 10065 Greglisk
10065 Greglisk è un asteroide della fascia principale. Scoperto nel 1988, presenta un'orbita caratterizzata da un semiasse maggiore pari a 2,9122392 au e da un'eccentricità di 0,1763933, inclinata di 6,90407° rispetto all'eclittica.